# Serguéi Kravchuk
Serguéi Vladímirovich Kravchuk –en ruso, Сергей Владимирович Кравчук– (Kiev, 3 de junio de 1964) es un deportista soviético que compitió en esgrima, especialista en la modalidad de espada.
Participó en los Juegos Olímpicos de Barcelona 1992, obteniendo una medalla de bronce en la prueba por equipos (junto con Pavel Kolobkov, Andrei Shuvalov, Serguei Kostarev y Valeri Zajarevich).
Ganó cuatro medallas en el Campeonato Mundial de Esgrima entre los años 1985 y 1991.

## Palmarés internacional
| Representando a la URSS           |                    |                   |                    |
| Campeonato Mundial                |                    |                   |                    |
| Año                               | Lugar              | Medalla           | Prueba             |
| 1985                              | Barcelona (España) | Medalla de bronce | Espada por equipos |
| 1986                              | Sofía (Bulgaria)   | Medalla de plata  | Espada por equipos |
| 1987                              | Lausana (Suiza)    | Medalla de oro    | Espada por equipos |
| 1991                              | Budapest (Hungría) | Medalla de oro    | Espada por equipos |
| Representando al Equipo Unificado |                    |                   |                    |
| Juegos Olímpicos                  |                    |                   |                    |
| Año                               | Lugar              | Medalla           | Prueba             |
| 1992                              | Barcelona (España) | Medalla de bronce | Espada por equipos |